# 인드라푸라 (참파)

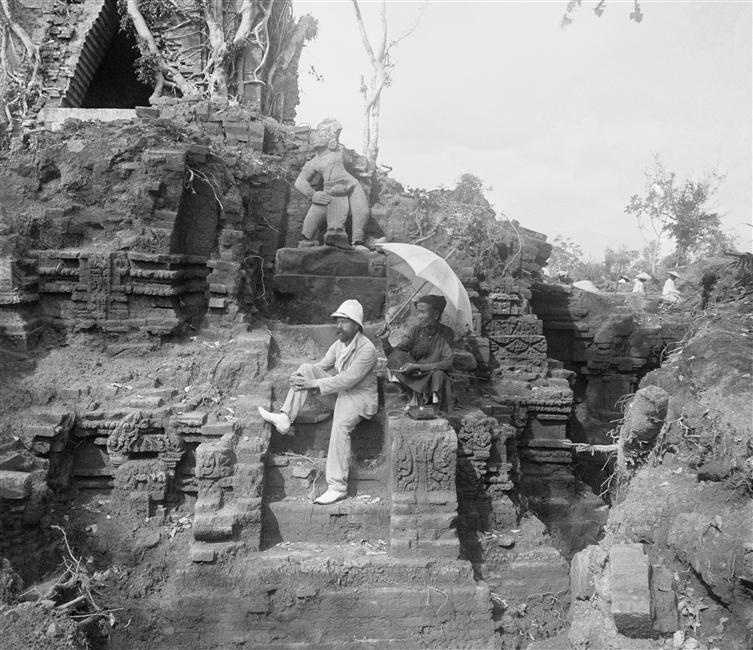
베트남 전쟁 때 멸망하기 전의 동즈엉

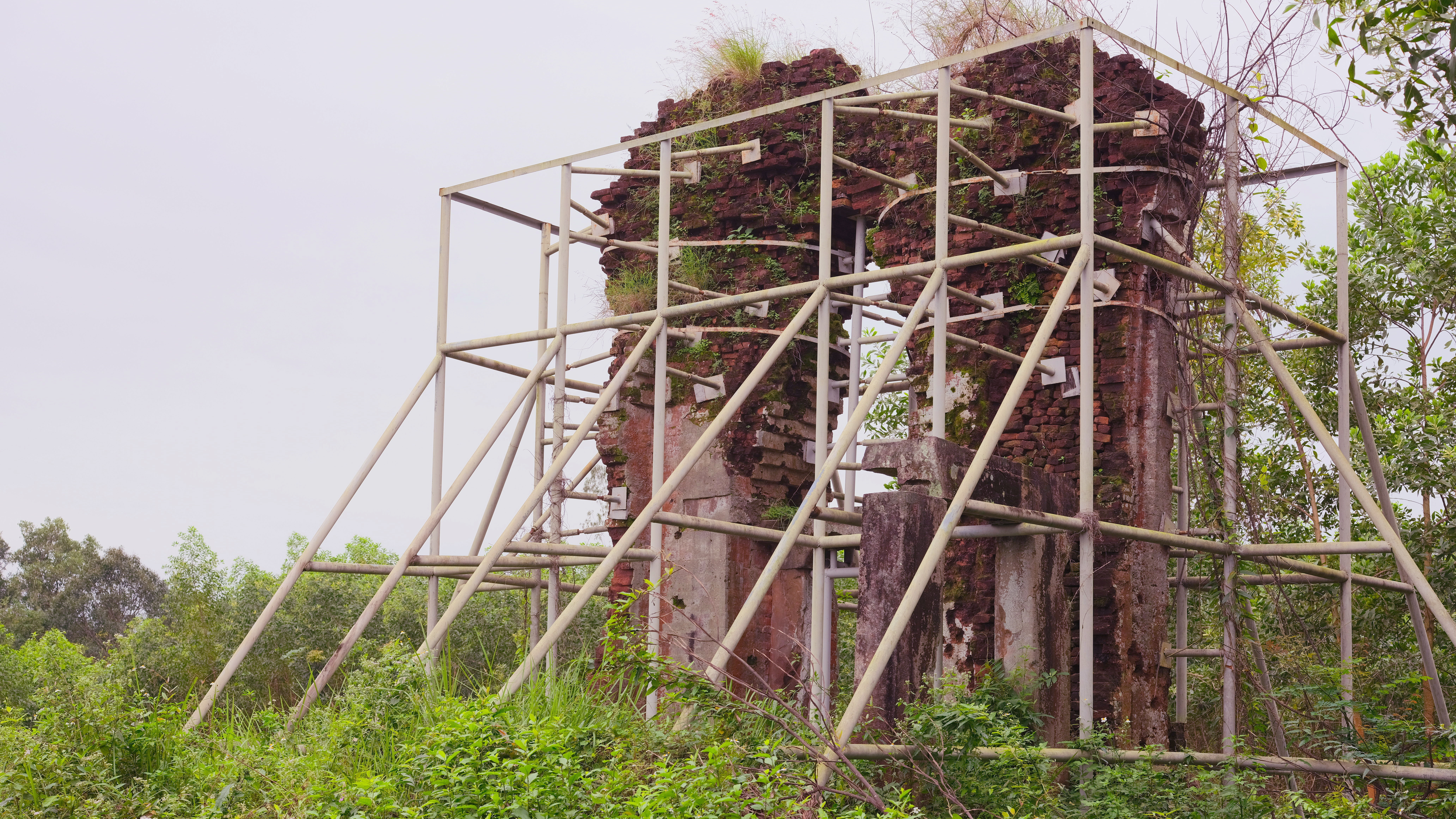
동즈엉의 폐허

인드라푸라는 875년부터 짬파 고대 왕국의 수도였다.:122인드라바르만 1세 치세 (877년 ~ 890년) 몇 십년 동안:72,93 그의 추종자 중 일부는 동즈엉 6왕조에 속했다.:53 인드라푸라는 산스크리트어로 "인드라의 도시"를 의미하고, 인드라는 폭풍과 전쟁의 힌두교 신이며, 리그베다에서는 신들의 왕이라는 뜻이다.
터는 꽝남성 퉁빈 구 반빈 코뮌의 현급 마을 부근이다. 인드라바르만 2세는 전임자들과 달리 마하야나 불교 신자였기 때문에 큰 절을 세웠다. 이 유적은 대부분 베트남 전쟁 폭격으로 파괴되었고 근래에는 벽돌을 훔쳐 파괴되었다.
1915년 에콜 프랑세즈 데 엑스트레메 오리엔트(EFEO)가 설립한 다낭 참조각박물관(이하 "바오탕참")에는 뫼스엉과 트라엔 등 다른 고고학 유적지에서 회수된 참 조각품들을 소장하고 있다.

## 같이 보기
- 비자야 (참파)

## 참고 문헌
- O'Reilly, Dougald J.W. (2006). 《Early Civilizations of south-east Asia》. Altamira Press. ISBN 978-0-7591-0279-8.
- Ngô Văn Doanh (2006). 《Chămpa ancient towers: reality & legend》. Hanoi: The Gioi Publishers.
- Finot, Louis (1904). “Notes d'épigraphie : VI. Inscriptions du Quang Nam” (PDF). 《BEFEO》 (프랑스어) 4 (4): 83–115. doi:10.3406/befeo.1904.1296. 2009년 8월 22일에 확인함.[깨진 링크(과거 내용 찾기)]